# Yamanobe
Yamanobe (jap. 山辺町 Yamanobe-machi) – miasto w Japonii, na wyspie Honsiu, w prefekturze Yamagata. Według danych na rok 2020 miejscowość zamieszkiwało 13 725 mieszkańców , a gęstość zaludnienia wyniosła 223,4 os./km².